# Tephrocactus verschaffeltii
Tephrocactus verschaffeltii ist eine Pflanzenart in der Gattung Tephrocactus aus der Familie der Kakteengewächse (Cactaceae). Das Artepitheton verschaffeltii ehrt den belgischen Gartenbauer Ambroise Verschaffelt.

## Beschreibung
Tephrocactus verschaffeltii wächst strauchig und erreicht Wuchshöhen von bis zu 30 Zentimeter. Die ellipsoiden bis zylindrischen, schlanken Triebabschnitte sind höckerig und bis zu 10 Zentimeter lang. Zu ihrer Spitze hin verzweigen sie sich manchmal stark mit zahlreichen, kugelförmigen Seitentrieben. Die pfriemlichen, rasch abfallenden bis ziemlich lange ausdauernden Blattrudimente sind 5 bis 30 Millimeter lang. Aus den kleinen Areolen entspringen bis zu sieben nadelige, nicht sehr kräftige, gerade oder gebogene und gelegentlich ineinandergreifende variable Dornen, die bis zu 6 Zentimeter lang sind.
Die zahlreichen, kupfer- bis orangeroten Blüten sind bis zu 4 Zentimeter lang. Das mit nur wenigen Areolen besetzte Perikarpell ist am oberen Rand etwas borstig. Die unbedornten Früchte sind ellipsoid bis birnenförmig. Sie enthalten seitlich zusammengedrückte Samen.

## Verbreitung, Systematik und Gefährdung
Tephrocactus verschaffeltii ist in Bolivien in den Departamentos Oruro, Potosí, Chuquisaca, Tarija sowie in Argentinien in den Provinzen Jujuy, Salta, Tucumán und Catamarca in Höhenlagen von 1500 bis 3700 Metern verbreitet.
Die Erstbeschreibung als Opuntia verschaffeltii durch Frédéric Albert Constantin Weber wurde 1898 veröffentlicht. David Richard Hunt und Ritz stellten die Art 2011 in die Gattung Tephrocactus. Weitere nomenklatorische Synonyme sind Cylindropuntia verschaffeltii (Cels ex F.A.C.Weber) Backeb. (1936), Austrocylindropuntia verschaffeltii (Cels ex F.A.C.Weber) Backeb. (1939) und Banfiopuntia verschaffeltii (Cels ex F.A.C.Weber) Guiggi (2011).
In der Roten Liste gefährdeter Arten der IUCN wird die Art als „Least Concern (LC)“, d. h. als nicht gefährdet geführt.

## Nachweise